# Provincia de Laghouat
La provincia de Laghouat (en árabe: ولاية الأغواط) es una provincia argelina (vilayato) ubicada al centro del país. Su nombre significa «los oasis». La capital es Laghouat. Otras localidades a mencionar son Aflou, Aïn Madhi, Kourdane y Makhareg. Tiene una superficie de 25.057 km², que en términos de extensión es similar a la de Cerdeña.

## Geografía

### Ubicación y Naturaleza
Situada a una altitud media de 750 m sobre el nivel del mar, la provincia de Laghouat forma parte de la cordillera del Atlas sahariano con algunos picos que se elevan por encima de los 2000 m. Por ejemplo, la cordillera Djebel Amour alcanza una altura máxima de unos 2200 m.
Laghouat está a casi 400 km de Argel, la capital de Argelia.

### Terreno
La provincia de Laghouat se encuentra entre Hautes Plaines y las estribaciones desérticas de la cordillera del Atlas sahariano. Está rodeado por los dos lados por la Cordillera Amour al oeste de la provincia y las montañas de Ouled Nile al este. La provincia está dividida en tres regiones geográficas principales: las montañas del Atlas sahariano, las llanuras de la estepa y el desierto del Sahara.

#### Atlas del Sahara
La Cordillera del Atlas del Sahara se encuentra en el noroeste de la provincia, al norte de las montañas Djebel Amour. Las montañas del Atlas sahariano alcanzan alturas entre 1000 y 1700 metros sobre el nivel del mar. Podemos distinguirlos en dos subregiones que incluyen el área de High Highlands en el norte y un área montañosa en el sur. Los distritos de Distrito de Gueltat Sidi Saad, Distrito de Aflou, Distrito de Brida, Distrito de El Ghicha y Distrito de Oued Morra están ubicados en esta región. La característica más importante de esta zona es que es la fuente de los ríos más importantes de Argelia, incluido el río Chelif, el Wadi el-Taweel y el Wadi Djedi a través de su afluente el M'zi Río. Se distingue por la presencia de los verdes bosques de represa que se confunden con la herbosa región esteparia.

#### Estepa
Estas llanuras de pastizales están ubicadas en el centro de la provincia y se encuentran entre los 700 y 1000 metros sobre el nivel del mar. Es conocida como una zona de pastoreo ya que contiene muchas plantas y hierbas esteparias. Esta región comprende la mayor parte de la vegetación de la provincia, sin contar los bosques verdes de represa ubicados en la región montañosa. La región de la estepa incluye los distritos de Sidi Makhlouf, Distrito de Laghouat y el norte de Aïn Madhi.

#### Desierto
La parte sur de la provincia de Laghouat es una meseta desértica. Esta área incluye el Distrito de Hassi R'Mel, la parte sur del Distrito de Ksar El Hirane y el Distrito de Aïn Madhi. Se distingue por una cubierta vegetal baja caracterizada por plantas Peganum. Hay algunas colinas aquí que se distinguen por varios árboles incluyendo el Ziziphus spina-christi y la Pistacia atlantica. Varias hierbas y flores son abundantes aquí en la primavera.

## Municipios con población de abril de 2008
- Aflou 102,025
- Aïn Madhi 8,101
- Aïn Sidi Ali 10,486
- Beidha 8,761
- Bennasser Benchohra 9,621
- Brida 6,395
- El Assafia 5,618
- El Ghicha 6,079
- El Houaita 2,789
- Gueltat Sidi Saad 12,567
- Hadj Mechri 6,357
- Hassi Delaa 11,204
- Hassi R'Mel 22,133
- Kheneg 10,787
- Ksar El Hirane 23,841
- Laghouat 144,747
- Oued Morra 5,700
- Oued M'Zi 3,129
- Sebgag 5,981
- Sidi Bouzid 5,191
- Sidi Makhlouf 12,292
- Tadjemout 24,320
- Tadjrouna 4,306
- Taouila 3,172

## Energía

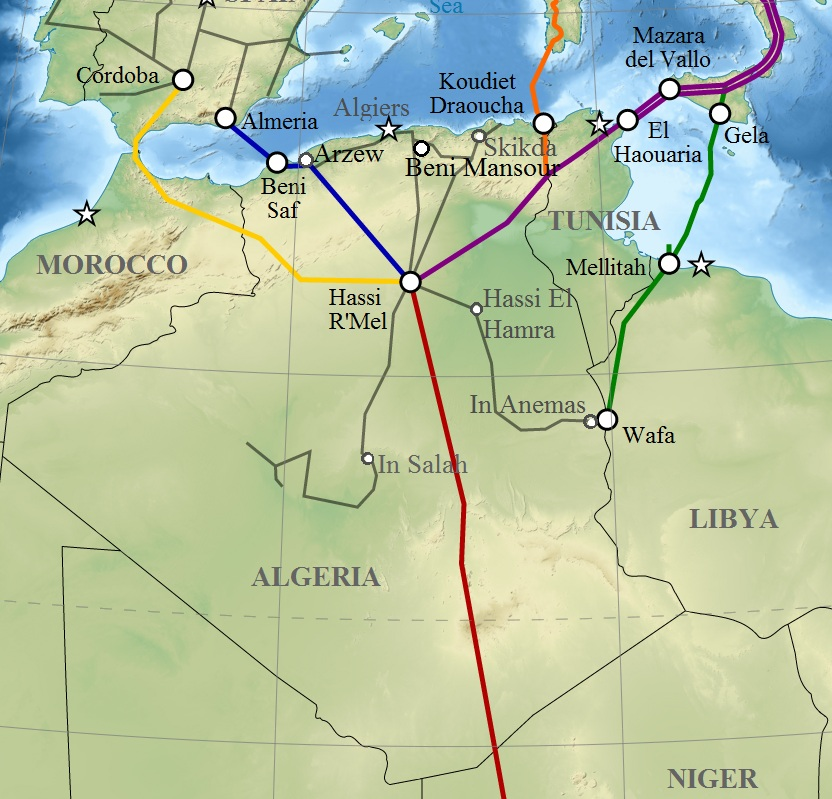
La importancia energética estratégica del yacimiento de gas Hassi R'Mel

Se considera que la provincia de Laghouat es el segundo mandato energético más importante en Argelia después de la provincia de Ouargla, porque contiene uno de los yacimientos de gas más importantes de África. Este campo de gas está en la región de Hassi R'Mel y contiene muchas estaciones de producción de electricidad. Estos están ubicados en la región de Telegmat cerca de Hassi R'Mel y Kheneg. Estas áreas también contienen la planta solar fotovoltaica más grande de Argelia con una capacidad de 60 MW.

### Estación de energía solar CPV EKP
La central solar CPV EKP se encuentra a 5 km del municipio de Kheneg ya 10 km de Laghouat en Argelia. 

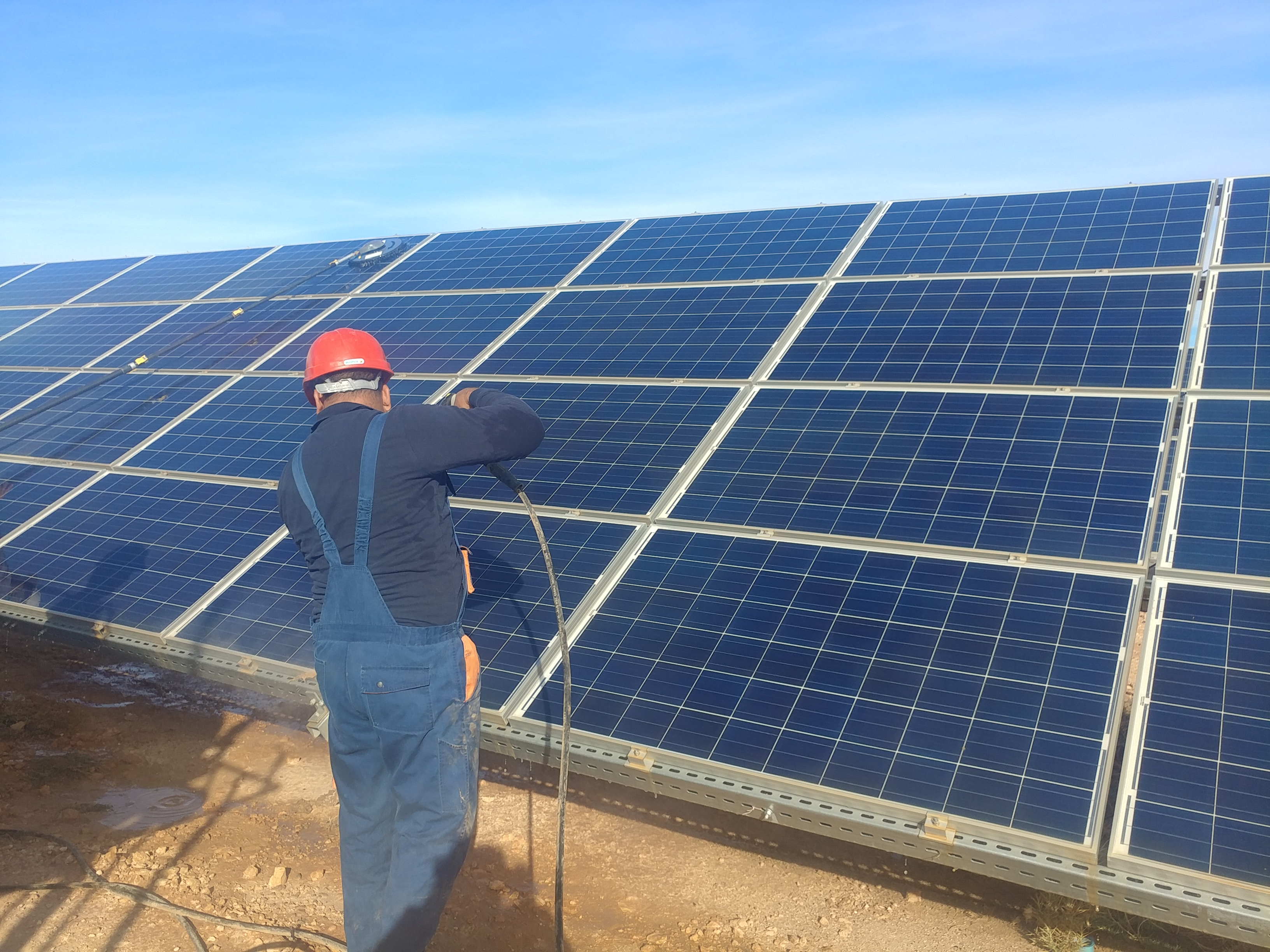
Limpiando los paneles solares

La estación se encuentra en un área de 120 hectáreas y, en promedio, produce más de 300 MWh de electricidad por día. Contiene más de 240 mil paneles solares distribuidos en 5460 matrices, 2040 cajas de conexiones de triple nivel, 120 inversores y 60 transformadores. Está conectado a una red de transmisión de electricidad de alto voltaje de 60 kV por medio de la estación elevadora, que contiene 3 transformadores con una capacidad de 20 MVA cada uno.
En savoir plus sur ce texte source
Vous devez indiquer le texte source pour obtenir des informations supplémentaires
Envoyer des commentaires
Panneaux latéraux

## Turismo
La zona turística más popular de la provincia es el distrito de Kef El Melh (la montaña de sal). Está ubicado en el municipio de Tadjrouna cerca de la frontera con la provincia de El Bayadh. El punto de acceso turístico más grande del distrito es el Palacio Kordan, o Crown Angle. Otras áreas turísticas y vistas naturales incluyen Al-Ghaisheh, Taouila, Lalmaya, Ein Sefsifah y Al-Huwaita. Laghouat alberga el cráter Talemzane, o Cráter Madna, una depresión resultante del impacto de un antiguo meteorito. Es el segundo cráter más grande del mundo (basado en la circunferencia de la depresión) y se encuentra en el municipio de Hassi Delaa en el sur.

Tallas de roca El Ghicha
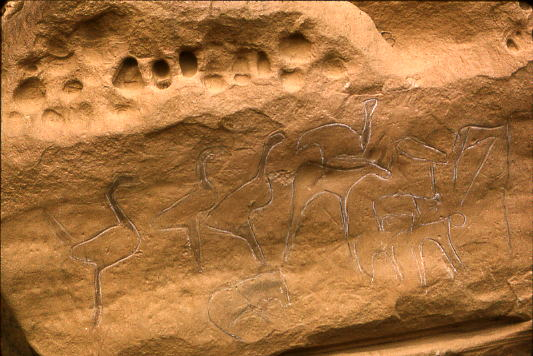
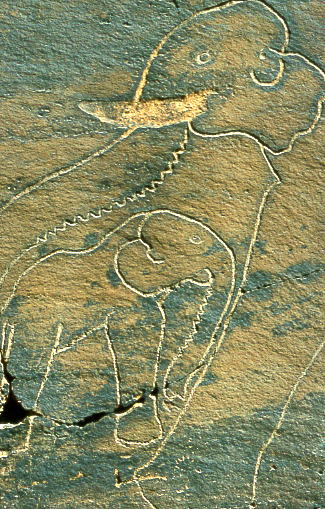
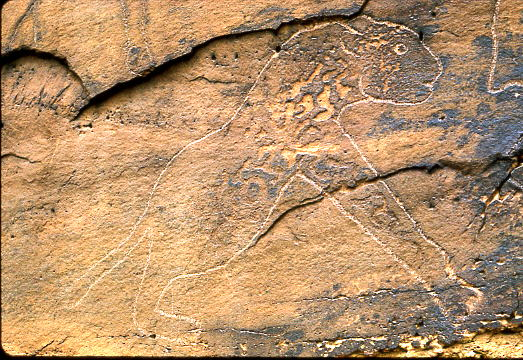
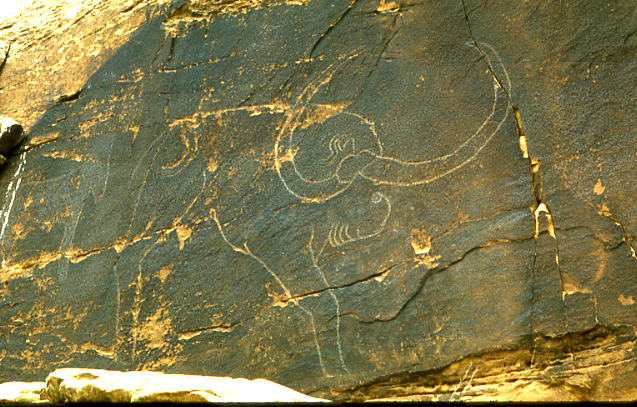

Tallas de roca Sidi Makhlouf
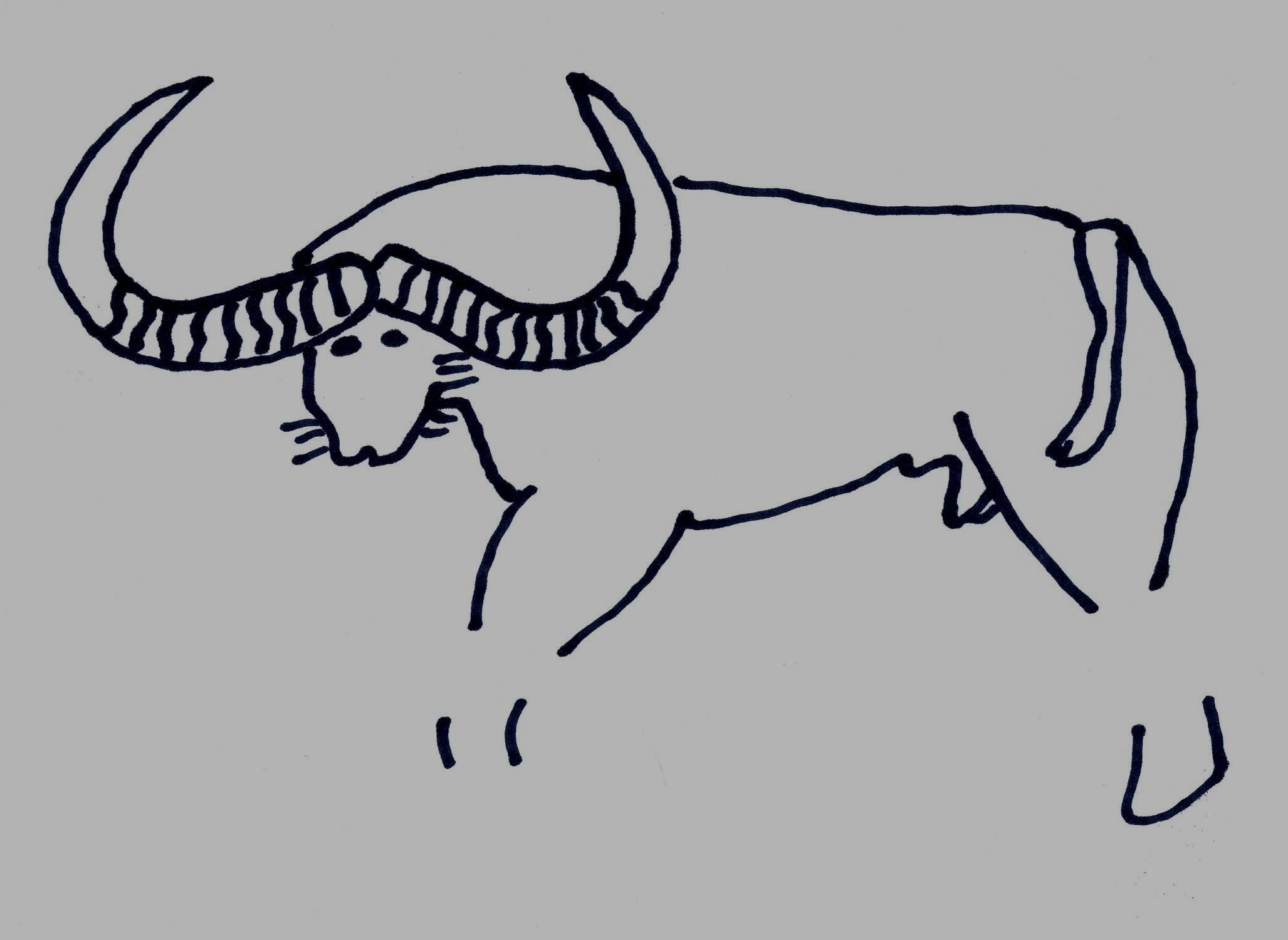
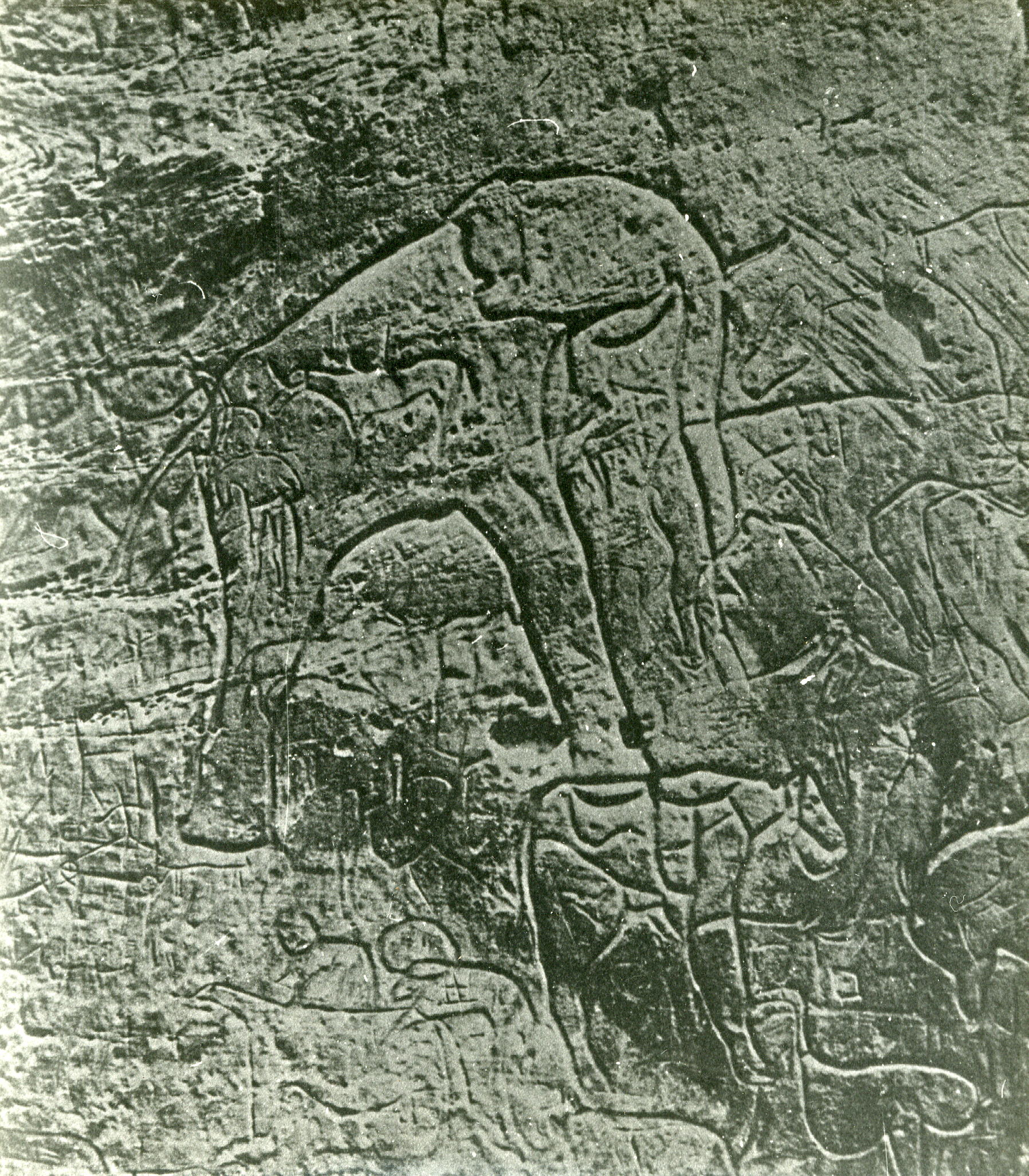